# 罗尔夫·沃尔纳
罗尔夫·沃尔纳（德語：Rolf Wollner，1906年4月28日—1988年7月6日），德国男子曲棍球运动员，所属俱乐部是莱比锡SC。他曾代表德国参加1928年夏季奥林匹克运动会曲棍球比赛，获得一枚铜牌。